# Secretaria Estadual da Fazenda do Ceará
| Secretaria Estadual da Fazenda do Ceará                                                        |                                   |
| Av. Alberto Nepomuceno, 02 - Centro, Fortaleza, CE CEP: 60055-000 https://www.sefaz.ce.gov.br/ |                                   |
| Criação                                                                                        | 26 de setembro de 1836 (188 anos) |
| Secretaria da Fazenda do Estado do Ceará                                                       |                                   |
| Secretaria da Fazenda do Estado do Ceará                                                       |                                   |
| Atual secretário                                                                               | Fabrízio Gomes Santos             |

A Secretaria Estadual da Fazenda do Ceará foi criada durante o primeiro reinado por meio da Lei Provincial nº 58, de 26 de setembro de 1836, com a denominação de Thesouraria Provincial, durante o governo de José Martiniano de Alencar (1834-1837).